# 中田勇次郎
中田 勇次郎（なかだ ゆうじろう、1905年（明治38年）1月7日 - 1998年（平成10年）10月23日）は、日本の文学者。大谷大学教授・京都市立美術大学など歴任。専門は書道史、中国文学。号は有廬（ゆうろ）、書斎を心花室（しんげしつ）と称した。
主な研究対象は王羲之・米芾・黄庭堅・空海・貫名菘翁など。

## 略歴
- 京都の繊維問屋 中与商店の次男として京都市中京区に生まれる。父 佐久造は、家業の傍ら貫名海屋の門人に師事し書を能くし、母つるは茶花の栽培を得意とした。
- 幼少より恵まれた環境で育ち英才教育を受ける。
- 第三高等学校卒業後、京都帝国大学文学部支那語学支那文学科に入学する。当時、大学では内藤湖南や狩野君山らの伝統を受け継ぐ支那学が隆盛であり、鈴木虎雄、青木正児らに指導を受けて、主に宋詞について研究する。
- 1935年（昭和10年） - 大学院に進む。
- 1941年（昭和16年） - 大谷大学教授となる。
- 1954年（昭和29年） - 京都市立美術大学（現：京都市立芸術大学）の学生部長に転じる。
- 1963年（昭和38年） - 同大学学長となる（1965年まで）。
- 1969年（昭和44年） - 同大学を定年退職するが、大手前女子大学（現：大手前大学）教授に迎えられ文学部長を務める。
- 1976年（昭和51年） - 勲三等瑞宝章を授与。
- 1981年（昭和56年） - 文化庁から文化財保護審議会専門委員を委託される。
- 1987年（昭和62年） - 文字文化研究所所長に就任。後に理事長を兼務。
- 1987年（昭和63年） - 大手前女子大学を退職。
- 1990年（平成2年） - 京都市文化功労者として表彰される。
- 1997年（平成9年） - 文字文化研究所名誉会長となり、理事長・所長を高弟 白川静に譲る。
- 享年93。

### その他の勤務大学
- 立命館大学
- 西京大学
- 天理大学
- 大阪市立大学
- 京都学芸大学
- 京都府立大学
- 新潟大学
- 光華女子大学
- 奈良教育大学

## 学問・業績
浩瀚な著述を残しているが、その研究分野は次の6つに分類できる。
- 中国文学の詩余
- 書道・書道史
- 文房清玩
- 文人画・文人画論
- 篆刻
- その他

以上の中で中国文学の詩余（漢詩）の研究と書道史の研究に重きが置かれ殊に書道史の研究においては質・量ともに日本の第一人者であり、その著作は翻訳され中国や欧米諸国でも高い評価を受けている。

## 学外での役職
- 書学書道史学会名誉会員
- 書論研究会名誉顧問
- 春日井市道風記念館顧問
- 泉屋博古館理事
- 文人連盟参与
- 泰山書道院顧問

## 著作

### 単著
- 『王羲之を中心とする法帖の研究』 二玄社 1960年、のち新装版
- 『歴代名詞選』漢詩大系24・集英社 1965年。新装版・漢詩選15 同、1997年 ISBN 408156115X
- 『日本の篆刻』二玄社 1966年
- 『日本の美術 別巻 書』平凡社 1967年、新装版1979年
- 『日本書道の系譜』木耳社 1970年
- 『中国書論集』二玄社 1970年
- 『龍門造像題記』中央公論社 1974年
- 『文房清玩』全5巻 二玄社 1976年
- 『書聖空海』法藏館・同選書 1982年
- 『文人画論集』中央公論社 1982年 ISBN 4120011321
- 『米芾』二玄社 1982年
- 『中国の美術2 書蹟』淡交社 1982年
- 『黄庭堅 研究篇』二玄社 1994年。名跡篇と2分冊
- 『読詞叢考』創文社・東洋学叢書 1998年 ISBN 4423192462

### 編著
- 『書道藝術』中国篇・日本篇 全24巻、中央公論社 1970年ほか、普及版1980年ほか、新装版2001年
- 『中国書人傳』中央公論社 1973年。中公文庫、2015年7月
- 『日本書人傳』中央公論社 1974年。中公文庫、2015年8月
- 『王羲之』講談社 1974年、再版1978年
- 『中国書論大系』全15冊 二玄社 1977-1999年。全18巻予定だったが3巻分が未刊

### 共編
- 『弘法大師真蹟集成』全13冊 法蔵館 1973年-1975年、縮刷版全2巻 1979年
- 『文人画粋編』全20巻 中央公論社 1974年-1979年、新装版1986年
- 『欧米収蔵 中国法書名蹟集』全5巻 中央公論社 1981年-1983年
- 『貫名菘翁』二玄社 1982年
- 『中国書道全集』全8巻別巻1 平凡社 1986-1989年

### 全集
- 『中田勇次郎著作集 心花室集』全10巻 二玄社 1984年-1987年

1. 『中国書論史／中国書論集／中国書道史』
2. 『中国書道史論考 魏晋南北朝篇』
3. 『中国書道史論考 隋唐篇・北宋篇』
4. 『中国書道史論考 南宋元篇・明清篇』
5. 『日本書道史／日本書道史論考 上』
6. 『日本書道史論考 下』
7. 『文房清玩史考／文房四宝』
8. 『文房清玩 一』
9. 『文房清玩 二／文人画論』
10. 『碑帖題跋記／中国印章概説／日本印章概説』